# Hansa (Zeitschrift)
Die Zeitschrift Hansa – International Maritime Journal (HANSA) ist eine seit 1864 monatlich erscheinende, technisch orientierte Fachzeitschrift zu allen Bereichen der Seewirtschaft, des Schiffbaus, der Schiffstechnik sowie dem Thema Häfen. In den 2000er Jahren kamen die Themenbereiche Schifffahrt, Märkte, Finanzierung, Versicherungen und Offshore neu in eigenen Rubriken dazu. Die Artikel erscheinen teils in deutscher, teils in englischer Sprache.
Die HANSA ist eine Abonnements-Zeitschrift. Die Auflage ist IVW-geprüft.
Die Zeitschrift wird herausgegeben vom Schiffahrts-Verlag "HANSA" GmbH & Co. KG in Hamburg.

## Geschichte
Gegründet wurde die Zeitschrift unter dem Namen HANSA. Zeitschrift für Deutsches Seewesen im Jahre 1864. Die ersten Chefredakteure waren G. Schuirman und G. Thaulow, die als Vorsteher der deutschen Seemannsschule in Hamburg tätig waren. Die erste Ausgabe erschien am Sonntag, dem 3. Januar 1864, die folgenden an jedem zweiten Sonntag im Monat. Berichtet wurde über technologische Entwicklungen und Anwendungsbeispiele/-tabellen für technische Produkte in der Schifffahrt. Ab 1870 war Wilhelm von Freeden neben seiner Tätigkeit als Leiter der Norddeutsche Seewarte in Hamburg verantwortlicher Redakteur, ab 1877 gab er die Zeitschrift mit heraus.
Deutsche nautische Zeitschrift
1891 ging die Deutsche nautische Zeitschrift in der Deutsche Schiffahrts-Zeitschrift Hansa auf. Die Deutsche nautische Zeitschrift erschien vom April 1891 bis August 1891 in zwanzig Ausgaben.
Transport-Dienst
Mit der Vereinigung mit der Zeitschrift Frachtendienst 1944 vom Verlag Arpa wurde diese als Zeitschriftenbeilage Transport-Dienst (Verlader- und Verkehrs-Fachblatt) bis 1981 weitergeführt.

## Organ für maritime Vereine und Verbände
Neben der Darstellung der wichtigsten maritimen Innovationen und Ereignisse in den Rubriken Schiffbau, Schifffahrt, Meerestechnik, Logistik, Häfen und Wasserstraße ist HANSA auch das zentrale Publikationsorgan verschiedener maritimer Gesellschaften, Vereine und Verbände.

### Vereine
- Schutzverein Deutscher Rheder V.a. G.
- Deutscher Nautischer Verein (DNV)

### Gesellschaften
- Schiffbautechnische Gesellschaft e. V. (STG)
- Deutsche Gesellschaft zur Rettung Schiffbrüchiger (DGzRS)
- Deutsche Gesellschaft für Ortung und Navigation (DGON)
- Hafentechnische Gesellschaft e. V. (HTG)

### Verbände
- Verband für Schiffbau und Meerestechnik e. V. (VSM)
- AG Schiffbau-/Offshore-Zulieferindustrie (VDMA)
- Zentralverband der deutschen Seehafenbetriebe e. V. (ZDS)

### Andere Maritime Einrichtungen
- Germanischer Lloyd (GL)
- Normenstelle Schiffs- und Meerestechnik (NSMT) im DIN
- Deutsches Komitee für Meeresforschung und Meerestechnik e. V.
- See-Berufsgenossenschaft (SeeBG)
- Seeverkehrsbeirat des Bundesministers für Verkehr
- IMO-Berichterstattung (Bundesverkehrsministerium, Abt. Seeverkehr)
- Permanent International Association of Navigation Congresses (PIANC)
- Berufsbildungsstelle Seeschiffahrt
- Deutscher Hochseefischerei-Verband e. V.